# Sermo
Sermo - odpowiednik greckiej diatryby w piśmiennictwie rzymskim, dialog, wykład lub przemowa o charakterze filozoficzno-moralnym i swobodnym, anegdotycznym stylu, często przesyconym wątkami autobiograficznymi. Formą tą posługiwali się m.in.: Horacy w Satyrach, Juwenalis i Seneka.  